# Gaius Prastina Messalinus
Gaius Prastina Messalinus (in früherer Forschungsliteratur teilweise fälschlich mit den längeren Namensformen Gaius Prastina Pacatus Messalinus oder Gaius Ulpius Prastina Pacatus Messalinus benannt) war ein römischer Politiker und Senator des 2. Jahrhunderts n. Chr.
Herkunft und Abstammung des Messalinus sind unbekannt – sein Gentilname Prastina ist ungewöhnlich und könnte aus dem etruskischen Raum stammen; es wurde für Prastina Messalinus aber auch eine Herkunft aus den spanischen Provinzen erwogen. Bei Gaius Prastina Pacatus, der fast zur gleichen Zeit eine Senatorenkarriere verfolgte und im Jahr 160 den Konsulat erreichte, scheint es sich um einen nahen Verwandten zu handeln, möglicherweise einen Cousin oder Bruder.
Als Legat der legio III Augusta war Gaius Prastina Messalinus de facto Statthalter der römischen Provinz Numidia. Messalina muss Numidien im Laufe des Jahres 146 verlassen haben, da er am 1. Januar 147 in Rom den ordentlichen Konsulat antrat. Nach seinem Konsulat war Messalinus vermutlich Legat der Provinz Moesia inferior (Niedermösien) zwischen 148 und 151 (?). Dort amtierte in den 240er Jahren ein gleichnamiger Statthalter.
Durch eine Inschrift aus Timgad ist eine Prastina Pacata, Tochter des Gaius bekannt, die möglicherweise Tochter des Gaius Prastina Messalinus war und sich während der numidischen Statthalterschaft ihres Vaters in Timgad aufgehalten haben könnte. Ein weiterer Mann namens Prastina Messallinus, der als Legat der Provinz Pannonia superior (Oberpannonien) unter Commodus bezeugt ist, wurde in der Fachliteratur hypothetisch als Sohn des Konsuls von 147 eingeordnet. Der oberpannonische Statthalter muss aber zuvor Suffektkonsul gewesen sein, was für den Sohn eines „ordentlichen Konsuls“ ungewöhnlich wäre. Deshalb (und wegen des recht großen zeitlichen Abstandes zwischen den beiden Männern) scheint es plausibler, den Suffektkonsul und oberpannonischen Statthalter Prastina Messallinus eher als Sohn des jüngeren nahen Verwandten Gaius Prastina Pacatus (Suffektkonsul 160) einzuordnen.
Früher wurde der Konsul des Jahres 147 außerdem mit einem in einer Inschrift als Statthalter der Gallia Lugdunensis unter Antoninus Pius (regierte 138–161) genannten Pacatus identifiziert. Der Name des Messalinus wurde folglich zu Gaius Prastina Pacatus Messalinus zusammengesetzt. Aufgrund der Buchstabenreste „VLP“ in einer Inschrift aus Niedermösien wurde diese Rekonstruktion teilweise zu Gaius Ulpius Prastina Pacatus Messallinus erweitert. Jenő Fitz hat bereits 1990 darauf hingewiesen, dass diese vorher weithin akzeptierte Zusammenfügung der in verschiedenen Texten bezeugten Namensbestandteile kaum haltbar ist. Seine Rekonstruktion wurde 2012/2013 durch die Publikation einer Inschrift bestätigt, die das Suffektkonsulat eines Gaius Prastina Pacatus enthielt, der nunmehr als weitere Person betrachtet wird.